# Lepelplant
Lepelplant of vredeslelie (Spathiphyllum) is een geslacht uit de aronskelkfamilie (Araceae). Het geslacht omvat veertig soorten, waarvan een aantal wordt gebruikt als kamerplant.

## Verzorging
De soorten komen voor in regenwouden. Om ze mooi te houden is veel water nodig en dienen ze
af en toe besproeid te worden. De planten overleven echter ook periodes met weinig water. Ze hebben niet veel zonlicht nodig.

## Aquarium
Sommige soorten worden verkocht als aquariumplant. De plant is niet geschikt voor in het aquarium. Het is een plant waarbij het in de bak lijkt of hij het lang uit kan houden, terwijl hij eigenlijk langzaam wegkwijnt. Bladvorm en -kleur veranderen niet onder water, de bloei geschiedt boven water. De soorten zijn licht giftig. Daarom laten herbivore vissen ze met rust.

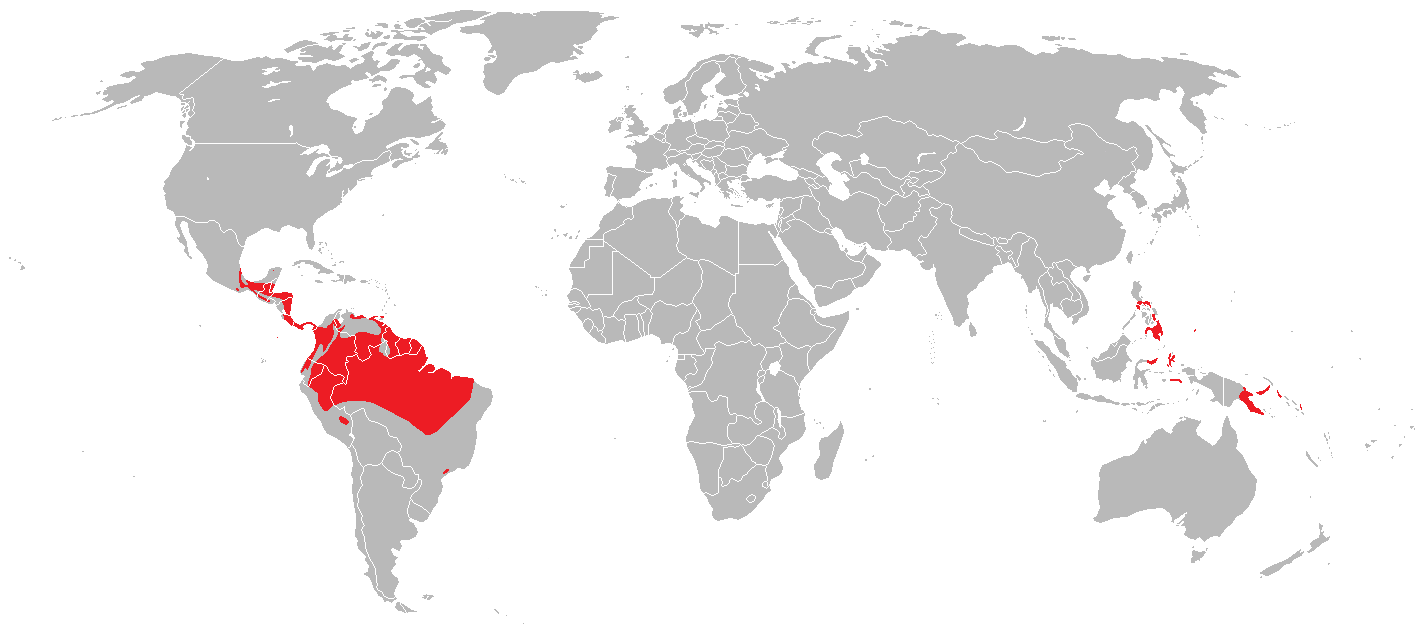
Verspreidingsgebied

... · 
Aglaonema · 
Alocasia · 
Amorphophallus · 
Anthurium · 
Arum (Aronskelk) · 
Caladium · 
Calla · 
Culcasia · 
Dieffenbachia · 
Dracunculus · 
Epipremnum · 
Gymnostachys · 
Helicodiceros · 
Lemna (Eendenkroos) · 
Monstera · 
Philodendron · 
Pistia · 
Scindapsus · 
Spathiphyllum (Lepelplant) · 
Spirodela · 
Wolffia · 
...